# Espaly-Saint-Marcel
Espaly-Saint-Marcel település Franciaországban, Haute-Loire megyében. Lakosainak száma 3574 fő (2022. január 1.). Espaly-Saint-Marcel Ceyssac, Polignac, Le Puy-en-Velay, Sanssac-l’Église és Vals-près-le-Puy községekkel határos.

## Népesség
A település népességének változása:
| Lakosok száma | 2990 | 3516 | 3516 | 3586 | 3568 | 3530 | 3513 | 3497 | 3521 | 3574 |
|               | 1968 | 1982 | 1990 | 2006 | 2013 | 2015 | 2017 | 2019 | 2020 | 2022 |